# Атмосфера планети

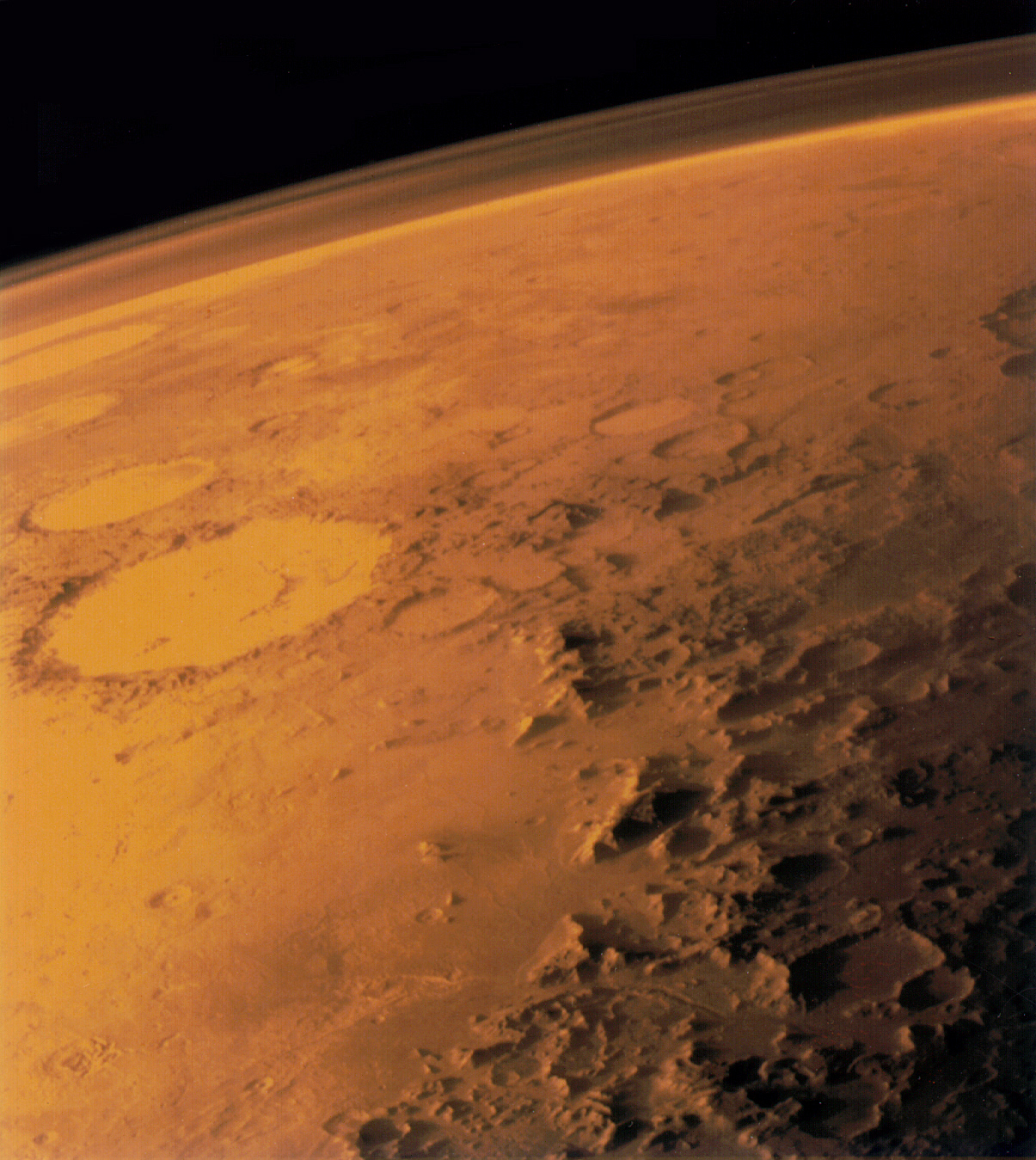
Атмосфера Марса

Атмосфе́ра планети (від грец. άτμός — пара і σφαῖρα — куля) — зовнішня газова оболонка планети, що утримується навколо неї гравітацією. Наявність атмосфери можлива лише за умови достатньо великої маси планети.
У атмосфери немає чіткої верхньої межі. Зазвичай її умовно проводять на такій висоті, де більшість молекул надто швидкі, щоб гравітація могла запобігти їхньому вильоту в космос. Нижньою межею атмосфери є границя між газом і твердою або рідкою поверхнею. Для планет з непрозорими атмосферами ми не завжди знаємо точне положення цієї границі, а для деяких планет-гігантів її може не існувати.
У Сонячній системі газові гіганти (Юпітер і Сатурн) мають атмосферу, що складається переважно з водню та гелію (як більшість зір), аж до значної глибини (відносно радіуса). Глибше суміш H2 і He знаходиться в конденсованому стані. Крижані гіганти (Уран і Нептун) складаються здебільшого з води, метану та аміаку, але мають густу атмосферу, яка складається переважно з водню та гелію. Планети земної групи (Земля, Венера, Марс), а також три супутники планет-гігантів (Титан, Енцелад і Тритон) мають менш щільну атмосферу, яка складається з молекул, важчих за водень і гелій. Інші небесні тіла в Сонячній системі мають дуже розріджену атмосферу, що складається з натрію (Місяць і Меркурій), кисню (Європа) або сірки (Іо). Карликова планета Плутон також має газову оболонку, коли він знаходиться найближче до Сонця, але ці гази замерзають на більшій частині орбіти Плутона.

## Список атмосфер небесних тіл Сонячної системи

Графіки залежності швидкості вильоту від температури поверхні для деяких об’єктів Сонячної системи, які показують міцність утримування газів в атмосферах.

- Графіки залежності швидкості вильоту від температури поверхні для деяких об’єктів Сонячної системи, які показують міцність утримування газів в атмосферах.Атмосфера Сонця
- Атмосфера Меркурія
- Атмосфера Венери
- Атмосфера Землі
  - Атмосфера Місяця
- Атмосфера Марса
- Атмосфера Юпітера
  - Атмосфера Іо
  - Атмосфера Європи
  - Атмосфера Ганімеда
  - Атмосфера Каллісто
- Атмосфера Сатурна
  - Атмосфера Титана
  - Атмосфера Енцелада
- Атмосфера Урана
  - Атмосфера Титанії
- Атмосфера Нептуна
  - Атмосфера Тритона[en]
- Атмосфера Плутона

| Тіло | Атмосфера          | Зображення | T (K)      | P (атм) | H 2      | He       | N 2     | O2      | CO2    | CH 4     | H2O                | Ar      | Ne       |
| --- | ------------------ | ---------- | ---------- | ------- | -------- | -------- | ------- | ------- | ------ | -------- | ------------------ | ------- | -------- |
| Сонце | Атмосфера Сонця    |            | 4000 -8000 | 0,125   | 90,965 % | 8,889 %  | 102 ppm | 774 ppm | -      | -        | -                  | -       | 112 ppm  |
| Венера | Атмосфера Венери   |            | 732        | 90      | -        | 0,002 %  | 3,5 %   | -       | 96,5 % | -        | 0,002 %            | 0,007 % | 0,0007 % |
| Земля | Атмосфера Землі    |            | 288        | 1       | 0,5 %    | 0,0005 % | 78,1 %  | 20,9 %  | 0,04 % | 0,0002 % | від 0,001 % до 5 % | 0,93 %  | 0,002 %  |
| Марс | Атмосфера Марса    |            | 223        | 0,006   | -        | -        | 1,89 %  | 0,15 %  | 96 %   | -        | 0,03 %             | 1,93 %  | 0,0003 % |
| Юпітер | Атмосфера Юпітера  |            | 170        | -       | 86 %     | 13 %     | -       | -       | -      | 0,1 %    | 0,1 %              | -       | -        |
| Сатурн | Атмосфера Сатурна  |            | 130        | -       | 96 %     | 3 %      | -       | -       | -      | 0,4 %    | 0,0005 %           | -       | -        |
| Уран | Атмосфера Урана    |            | 59         | -       | 83 %     | 15 %     | -       | -       | -      | 1,99 %   | -                  | -       | -        |
| Нептун | Атмосфера Нептуна  |            | 59         | -       | 80 %     | 19 %     | -       | -       | -      | 1,5 %    | -                  | -       | -        |
| Титан | Атмосфера Титана   |            | 95         | 1,45    | 0,1-0,2% | -        | 98,4 %  | -       | -      | 1,6 %    | -                  | -       | -        |
| Енцелад | Атмосфера Енцелада |            | 75         | сліди   | -        | -        | 4 %     | -       | 3,2 %  | 1,6 %    | 91 %               | -       | -        |
| (1) Для планет земної групи (Меркурій, Венера, Земля і Марс), Титана і Енцелада дані про температуру і тиск на поверхні. Для газових гігантів (Юпітер і Сатурн) і крижаних гігантів (Уран і Нептун) температура вказана там, де тиск дорівнює 1 атм. Для Сонця температура і тиск відповідають температурі основи фотосфери, а склад – фотосфері. |                    |            |            |         |          |          |         |         |        |          |                    |         |          |